# Cathédrale Notre-Dame du Congo
La cathédrale Notre-Dame du Congo, ou simplement la cathédrale de Kinshasa, est un édifice religieux de l'Église catholique situé sur l'avenue de la Libération (anciennement également appelée avenue du 24 novembre) dans la ville de Kinshasa, la capitale et la plus grande ville de République Démocratique du Congo.

## Historique
Le bâtiment a été construit en 1947 lorsque le pays était encore sous la domination coloniale de la Belgique, qui appelait la région Congo belge. Pendant le gouvernement de Mobutu l'église s'appelait aussi Cathédrale Notre-Dame de Lingwala pour l'endroit où se trouve le temple, puisque les deux noms coexistent.
Le temple suit le rite romain ou latin et fonctionne comme siège de l'archidiocèse métropolitain de Kinshasa (Archidioecesis Kinshasana) qui a été créé en 1959 par la bulle Cum parvulum du pape Jean XXIII.

## Événements majeurs
Le 2 mai 1980, le pape Jean-Paul II fait sa première visite en Afrique et choisi la RDC comme premières étapes.
En août 1985, le pape Jean-Paul II revient en visite papale au Zaïre.
Le 2 février 2023, le pape François est reçu par les prêtres, diacres, personnes consacrées et séminaristes de RDC.